# Радлінець
Радлінець (пол. Radliniec, нім. Wilhelmswalde) — село в Польщі, у гміні Нове-Място-над-Вартою Сьредського повіту Великопольського воєводства.
Населення — 114 осіб (2011).
У 1975-1998 роках село належало до Познанського воєводства.

## Демографія
Демографічна структура станом на 31 березня 2011 року:
|          | Загалом | Допрацездатний вік | Працездатний вік | Постпрацездатний вік |
| -------- | ------- | ------------------ | ---------------- | -------------------- |
| Чоловіки | 63      | 16                 | 42               | 5                    |
| Жінки    | 51      | 14                 | 29               | 8                    |
| Разом    | 114     | 30                 | 71               | 13                   |